# Pandore
Pandore, är en belgisk thriller- och dramaserie som hade premiär i februari 2022. Första säsongen bestod av tio avsnitt. Seriens andra säsong har en planerad premiär i november 2024.

## Handling
Serien kretsar kring domare Claire Delval som upptäcker att hennes far, Simon Delval, är inblandad i det korruptionsfall som hon har utrett under flera år.

## Rollista (i urval)
- Anne Coesens - Claire Delval
- Myriem Akheddiou - Krystel Horrens
- Peter Van Den Begin - Peter Van Maaren
- Salomé Richard - Ludivine et Rachel Gilson
- Yoann Blanc - Mark Van Dyck